# Farida Azizova
Fəridə Əzizova –também escrito como Farida Azizova– (Qusar, 6 de junho de 1995) é uma desportista azeri que compete em taekwondo.
Ganhou duas medalhas de bronze no Campeonato Mundial de Taekwondo, nos anos 2013 e 2019, e uma medalha de bronze no Campeonato Europeu de Taekwondo de 2014. Nos Jogos Europeus de Baku de 2015 conseguiu uma medalha de prata na categoria de –67 kg.

## Palmarés internacional
| Campeonato Mundial | Campeonato Mundial        | Campeonato Mundial | Campeonato Mundial |
| Ano                | Lugar                     | Medalha            | Categoria          |
| ------------------ | ------------------------- | ------------------ | ------------------ |
| 2013               | Povoa ( México)           | Medalha de bronze  | –67 kg             |
| 2019               | Manchester ( Reino Unido) | Medalha de bronze  | –67 kg             |
| Jogos Europeus     |                           |                    |                    |
| Ano                | Lugar                     | Medalha            | Categoria          |
| 2015               | Baku ( Azerbaijão)        | Medalha de prata   | –67 kg             |
| Campeonato Europeu |                           |                    |                    |
| Ano                | Lugar                     | Medalha            | Categoria          |
| 2014               | Baku ( Azerbaijão)        | Medalha de bronze  | –67 kg             |